# Welheim

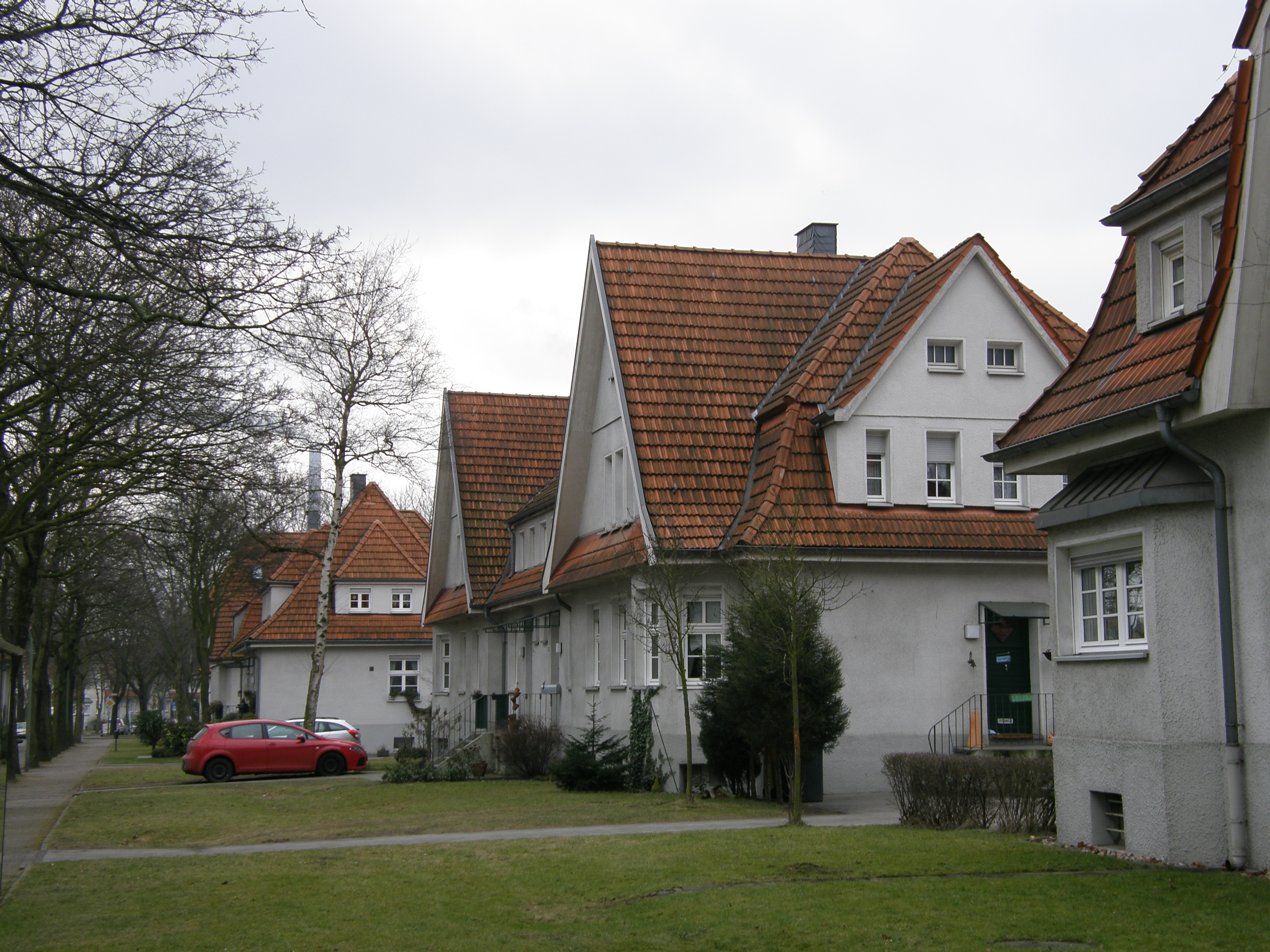
Gartenstadt Welheim

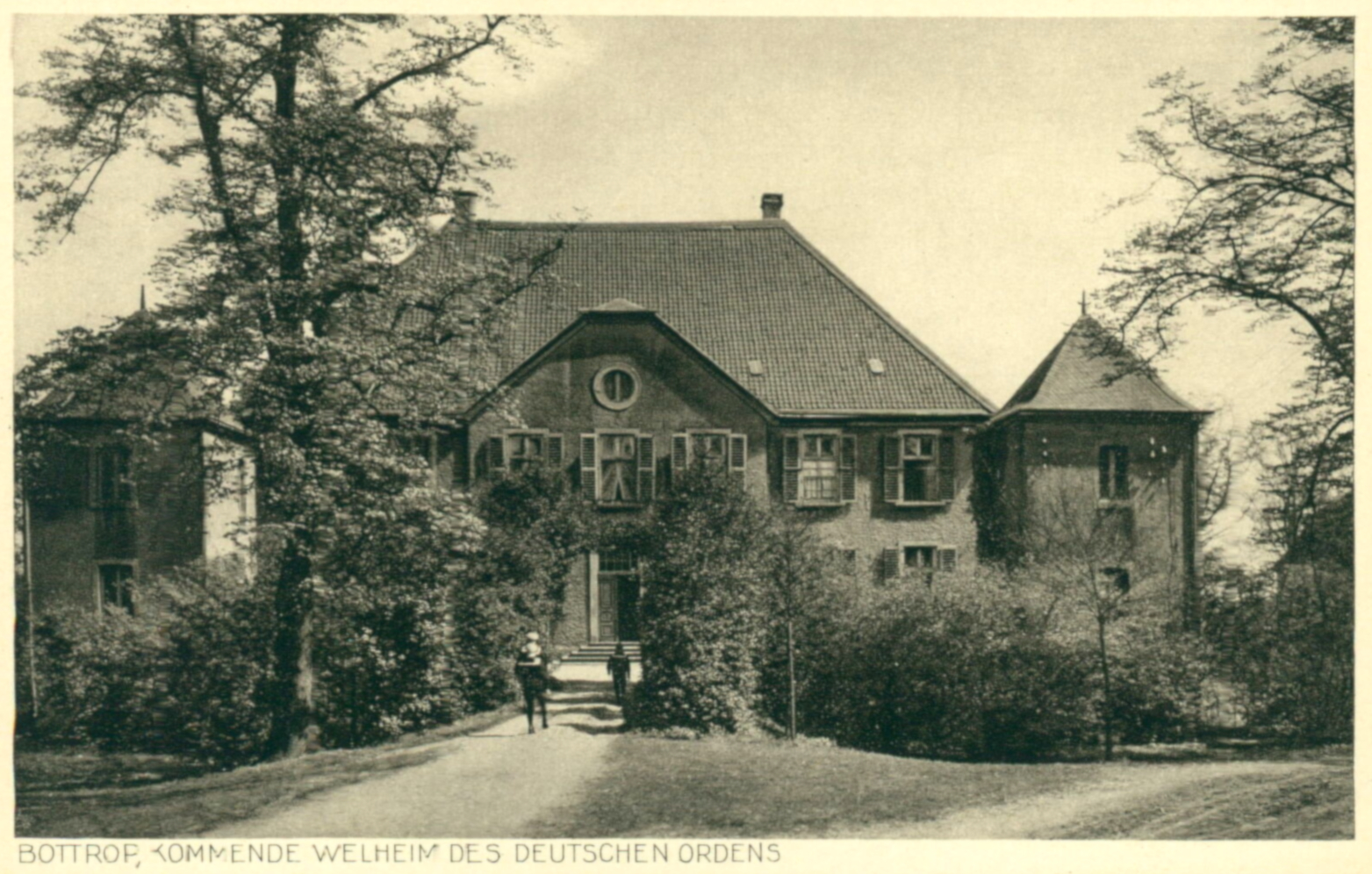
Kommende Welheim, 1954 abgetragen

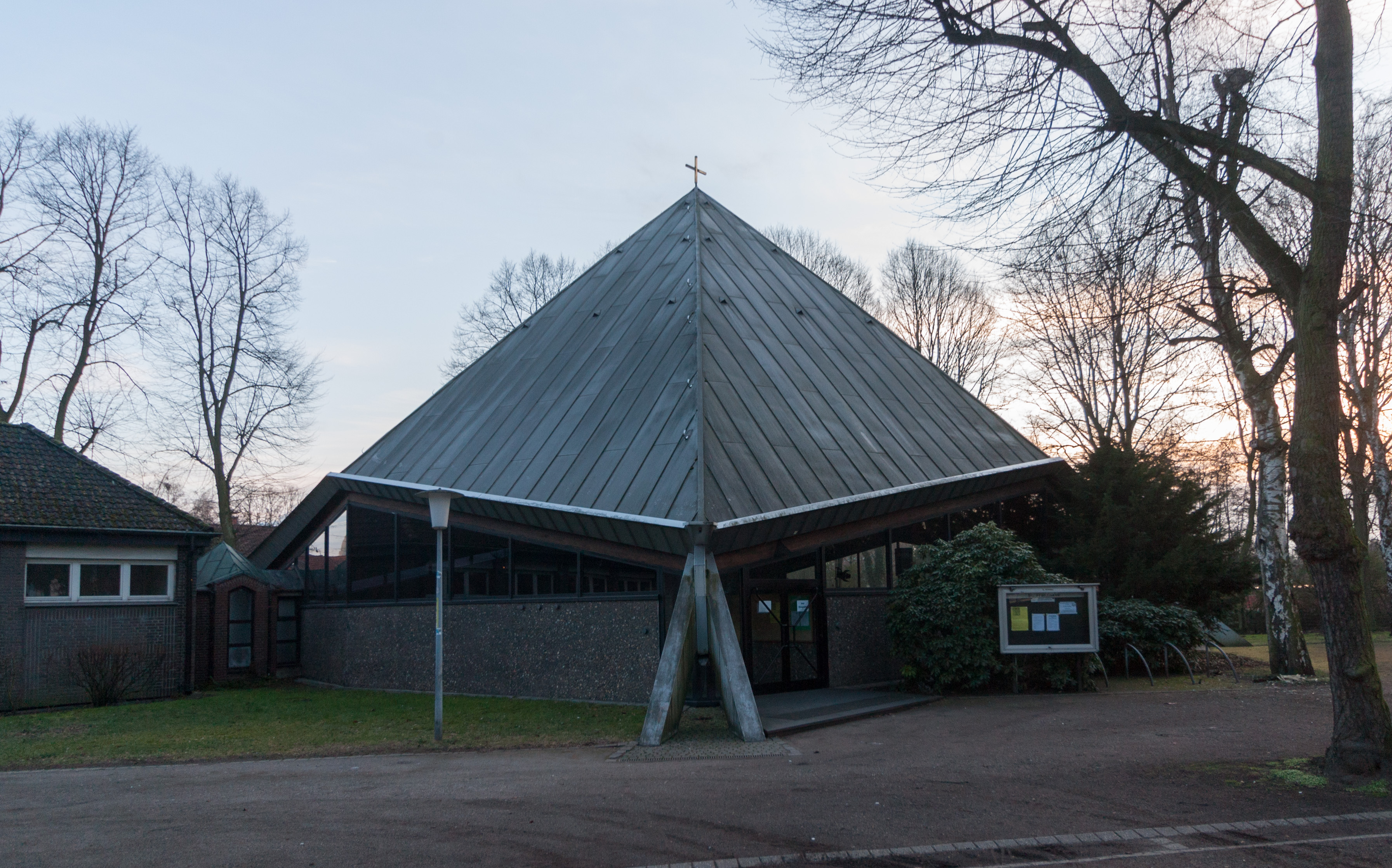
Kirche St. Franziskus in Bottrop-Welheim

Welheim ist einer von 17 Stadtteilen der kreisfreien Stadt Bottrop. Der Name geht zurück auf die Familie Welheim, deren Gutshof später die Kommende Welheim des Deutschen Ordens wurde.

## Einwohner
Im Stadtteil wohnen etwa 5.000 Menschen.

## Lage
Der Stadtteil wird im Norden, Süden und Westen von Zechen- und Werksbahnen begrenzt, im Osten bildet die Boye die Grenze. Südlich des Stadtteils Welheim befindet sich die Welheimer Mark, ein eigenständiger Stadtteil von Bottrop.

## Geschichte
Die Ursprünge gehen zurück auf das Gut Welheim, das einer gleichnamigen Familie gehörte. 1230 übergab Everhard von Welheim das Gut an den Deutschen Orden. Die Anlage bestand ursprünglich aus einer Vorburg mit Wirtschaftshof, Schlosskapelle, Gärten und der eigentlichen Wasserburg, dem Komturhaus. Die gesamte Anlage wurde mehrfach zerstört – so 1598 im Achtzigjährigen Krieg – und zuletzt 1723 wiederaufgebaut. Im Zuge der Säkularisation gelangte es Anfang des 19. Jahrhunderts in den Besitz des Herzogs Prosper Ludwig von Arenberg. Durch die zunehmende Industrialisierung gingen im Laufe der Zeit die Ländereien verloren, direkt neben der Burg entstand 1928 die Kokerei Prosper und schließlich wurden 1954 die Reste der im Zweiten Weltkrieg schwer geschädigten Anlage abgetragen.
Die Zeche Vereinigte Welheim wurde 1910 gegründet, aber bereits 1931 stillgelegt.

## Infrastruktur
Den Straßenpersonennahverkehr bedienen Busse der Vestischen Straßenbahnen GmbH sowie der Busverkehr Rheinland und stellen so Verbindungen in die Bottroper Innenstadt, nach Gladbeck sowie in die benachbarten Stadtteile Boy und Essen-Karnap her.
In die Welheimer Mark verkehrt von Welheim aus ein Taxibus, mit dem auch eine umsteigefreie Verbindung zum Bottroper Hauptbahnhof gewährleistet wird. Nächster Zughalt ist ansonsten der Haltepunkt Bottrop-Boy der Linie S9 der S-Bahn Rhein-Ruhr.
| Linie | Verlauf | Takt (Mo–Fr) | Betreiber       |
| ----- | --- | ------------ | --------------- |
| 189   | Essen-Karnap Boyer Straße – Bottrop-Welheim – Bottrop-Boyer Markt – Gladbeck Oberhof stündlich Weiterfahrt ab Gladbeck Oberhof als Linie 188 nach Bottrop-Feldhausen und Dorsten ZOB.                                                             | 30 min       | DB Rheinlandbus |
| 263   | OB-Sterkrade Bf – Klosterhardt – Rothebusch Nord – Fuhlenbrock Geibelstr. – Bottrop ZOB Berliner Platz – Batenbrock Prosperstr. – Bottrop-Welheim – Essen-Karnap, Boyer Straße                                                                    | 20 min       | Vestische       |
| TB294 | Taxibus: (Bottrop ZOB Berliner Platz – Vonderort –) Bottrop Hbf – Welheimer Mark Klopriesstraße – Bottrop-Welheim Bedienung des Abschnitts ZOB – Hbf nur im Spätverkehr; in der Früh-HVZ Mo–Fr zwischen Hbf und Klopriesstr. regulärer Busverkehr | 60 min       | Vestische       |

## Bauwerke und Institutionen
Die Arbeitersiedlung Gartenstadt Welheim liegt in Welheim. Sie wurde von 1914 bis 1923 für die Bergleute der Schachtanlage 1/2 der „Zeche Vereinigte Welheim“ errichtet. Heute ist die Siedlung Teil der Route der Industriekultur.
Ebenfalls in Welheim liegt die denkmalgeschützte Kirche St. Franziskus. Sie wurde 1962 nach Plänen von Ernst A. Burghartz aus Essen mit einem Zeltdach und einem achteckigen Grundriss gebaut. Tabernakel, Taufstein und Vortragekreuz stammen vom Essener Künstler Karl Zangerle, die Marienfigur vom Bottroper Bildhauer Johannes Fischedick und seit 2000 hängen im Durchgang von Kirche zur Sakristei (= Elisabeth-Kapelle) Bilder des Hl. Franziskus und der Hl. Elisabeth von Egino Weinert aus Köln.
Im Stadtteil befinden sich eine Grundschule sowie eine Hauptschule, der Fortbestand der weiterführenden Schule ist jedoch nicht gesichert. Im selben Komplex befindet sich auch das öffentliche Hallenbad Welheim/Boy.
2001 eröffnete das Alpincenter auf der Halde Prosperstraße. Es handelt sich mit einer 640 Meter langen Piste nach Angabe des Betreibers um die längste Skihalle der Welt.

## SchiffsnameWelheim
Mehrere Schiffe wurden auf den Stadtteilnamen Welheim getauft. Der Bau der Frachtschiffe wurde beauftragt durch Schifffahrtsunternehmen des Duisburger Stinnes-Konzerns.
- Das Frachtmotorschiff MV Welheim (5.455 BRT) wurde 1939 von der Werft Flensburger Schiffbau gebaut. Im Zweiten Weltkrieg diente es als Versorgungsschiff der Kriegsmarine. Am 28. November 1944 wurde es von einem norwegischen Torpedoboot versenkt und bildet seitdem einen Teil des Schiffs-Friedhofs an der Hurtigruten.[4][9]
- Das Tankmotorschiff Welheim mit 400 PS und einer Tonnage von 830 Tonnen wurde durch die Elsflether Werft gebaut. In den 1950er Jahren schlug es am Stinneshafen am Rhein-Herne-Kanal regelmäßig Rohöl aus dem Irak um.[10][4]
- Der Frachter Welheim (8.583 BRT) lief am 3. Oktober 1953 bei den Lübecker Flender-Werken vom Stapel. 1954 wurde er ausgeliefert an die „Kohlen-Import & Poseidon Schiffahrt AG“ (einer Tochtergesellschaft der Mülheimer Stinnes-Flotte) und 1963 umgetauft in Transgermania.[11][4]

## Belege
1. 1 2  Welheim. Stadt Bottrop, 16. Juni 2016, abgerufen am 5. Januar 2022.
2. ↑  Welheimer Mark. Stadt Bottrop, 16. Juni 2016, abgerufen am 5. Januar 2022.
3. ↑  Hans-Jürgen Dorn: Die Kommenden des Deutschen Ordens Duisburg und Welheim. In: Baldur Hermans (Hrsg.): Die Säkularisation im Ruhrgebiet. Edition Werry, Mülheim an der Ruhr 2004, ISBN 3-88867-049-7, S. 329–340.
4. 1 2 3 4  Kai Süselbeck: Die kurze Geschichte der Zeche Vereinigte Welheim. In: WAZ. 17. Juli 2018, abgerufen am 5. Januar 2022 (deutsch).
5. ↑  Unsere Kirche – Die Filialkirche St. Franziskus. St. Johannes, abgerufen am 5. Januar 2022.
6. ↑  Norbert Jänecke: Die letzte Schule für den Bottroper Süden steht vor dem Aus. WAZ Bottrop, 22. Oktober 2021, abgerufen am 5. Januar 2022 (deutsch).
7. ↑  Hallenbad Boy/Welheim auf bottrop.de
8. ↑  Herzlich willkommen im alpincenter Bottrop - Ihr ALL INCLUSIVE Schneevergnügen im Ruhrgebiet! | alpincenter.com Bottrop. Abgerufen am 5. Januar 2022.
9. ↑  MV Welheim (+1944). In: Wrecksite. 4. Juli 2011, abgerufen am 5. Januar 2022 (englisch).
10. ↑  Welheim - TMS -. Abgerufen am 5. Januar 2022.
11. ↑  Welheim. In: ship-db.de. 23. Juni 2015, abgerufen am 5. Januar 2022.